# Гомес, Хосе Анхель
Хосе Анхель Гомес Пас (исп. José Ángel Gómez Paz; 14 сентября 1916, Гватемала — 20 февраля 2005, Гватемала) — гватемальский спортивный стрелок. Участник летних Олимпийских игр 1952 года, серебряный призёр Центральноамериканских и Карибских игр 1959 года.

## Биография
Хосе Гомес родился 14 сентября 1916 года в гватемальском городе Гватемала.
В 1952 году вошёл в состав сборной Гватемалы на летних Олимпийских играх в Хельсинки. В стрельбе из скорострельного пистолета с 25 метров занял 32-е место, выбив 531 очко и уступив 48 очков завоевавшему золото Карою Такачу из Венгрии. В стрельбе из малокалиберной винтовки с 50 метров лёжа занял 30-е место, выбив 394 очка и уступив 6 очков победителю Иосифу Сырбу из Румынии.
В 1955 году участвовал в Панамериканских играх в Мехико, где занял 6-е место в стрельбе из пистолета с 25 метров.
В 1959 году завоевал серебряную медаль Центральноамериканских и Карибских игр в Каракасе в стрельбе из мелкокалиберной винтовки с 50 и 100 метров лёжа.
Умер 20 февраля 2005 года в городе Гватемала.